# Ysaora Thibus
Ysaora Thibus (22 agosto 1991) è una schermitrice francese, specializzata nel fioretto.

## Palmarès
- Giochi olimpici

Tokyo 2020: argento nel fioretto a squadre.
- Mondiali

Budapest 2013: argento nel fioretto a squadre.
Kazan' 2014: bronzo nel fioretto a squadre.
Mosca 2015: bronzo nel fioretto a squadre.
Rio 2016: bronzo nel fioretto a squadre.
Lipsia 2017: bronzo nel fioretto individuale.
Wuxi 2018: argento nel fioretto individuale e bronzo nel fioretto a squadre.
Il Cairo 2022: oro nel fioretto individuale.
Milano 2023: argento nel fioretto a squadre.
- Europei

Legnano 2012: argento nel fioretto a squadre.
Zagabria 2013: bronzo nel fioretto individuale.
Zagabria 2013: argento nel fioretto a squadre.
Strasburgo 2014: bronzo nel fioretto a squadre.
Montreux 2015: bronzo nel fioretto a squadre.
Toruń 2016: bronzo nel fioretto a squadre.
Tbilisi 2017: bronzo nel fioretto individuale.
Novi Sad 2018: bronzo nel fioretto a squadre.
Düsseldorf 2019: bronzo nel fioretto individuale e argento nel fioretto a squadre.
Adalia 2022: bronzo nel fioretto individuale e argento nel fioretto a squadre.
- Universiadi

Shenzen 2011: bronzo nel fioretto a squadre.